# Broyes (Marne)
Broyes is een gemeente in het Franse departement Marne (regio Grand Est) en telt 374 inwoners (1999). De plaats maakt deel uit van het arrondissement Épernay.

## Geografie
De oppervlakte van Broyes bedraagt 15,0 km², de bevolkingsdichtheid is 24,9 inwoners per km².
De onderstaande kaart toont de ligging van Broyes (Marne) met de belangrijkste infrastructuur en aangrenzende gemeenten.

## Demografie
Onderstaande figuur toont het verloop van het inwonertal (bron: INSEE-tellingen).